# Bactrocera decumana
Bactrocera decumana är en tvåvingeart som först beskrevs av Drew 1972.  Bactrocera decumana ingår i släktet Bactrocera och familjen borrflugor. Inga underarter finns listade.